# Caloscordum
Caloscordum es un género de plantas herbáceas, perennes y bulbosas perteneciente a la subfamilia Allioideae de las amarilidáceas. Comprende 5 especies. 

Está considerado un sinónimo del género Allium